# Lesmes Franco del Corral

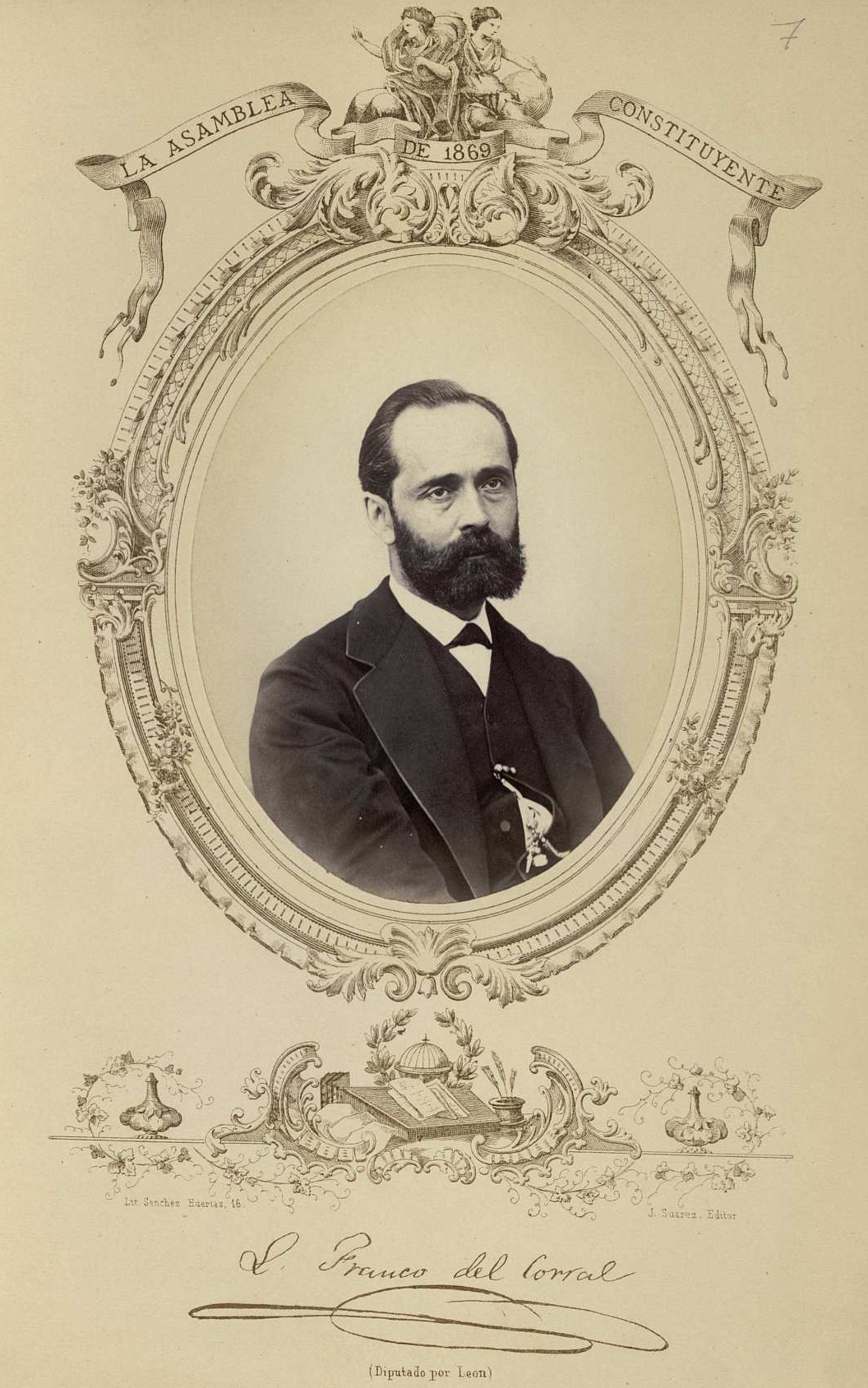
Retrato de Lesmes Franco del Corral. Fotografía de José Suárez. La Asamblea constituyente de 1869. Facsímil de la firma e inscripción: «(Diputado por León)». Biblioteca Nacional de España.

Lesmes Franco del Corral (Melgar de Arriba, 29 de enero de 1829 - Sahagún, 6 de abril de 1896) fue un político español del siglo XIX, que llegó a ser diputado y senador.
Su carrera política comenzó en la ciudad de Sahagún, donde obtuvo el cargo de concejal en su Ayuntamiento por parte del Partido Progresista. Del comité municipal ascendió al provincial por León. Con la Revolución de 1868, se formó un Gobierno Provisional que debía dar paso al cambio de régimen tras el derrocamiento de la reina Isabel II. En las elecciones de 1869, Franco del Corral ascendió a la cúpula nacional del Partido Progresista y entró en las nuevas Cortes como diputado por la circunscripción de Sahagún.
En la búsqueda de una nueva jefatura de Estado, el Gobierno Provisional inició conversaciones con varios candidatos, entre ellos el duque Amadeo de Aosta, el prusiano Leopoldo de Hohenzollern-Sigmaringen y el veterano general Baldomero Espartero, que lo rechazó de facto. En la votación que tuvo lugar en las Cortes el 16 de noviembre de 1870, acabó saliendo elegido por una amplia mayoría el italiano Amadeo de Aosta, a la postre rey constitucional. En dicha votación, ocho miembros del Partido Progresista, entre los que se encontraba Franco del Corral, votaron a Baldomero Espartero.
Tras otras dos etapas más en el Congreso, y unos años de ausencia de la capital, regresaba al panorama político siendo nombrado senador por la circunscripción de León en el año 1887. Se mantuvo en dicho cargo hasta 1890.
Falleció en Sahagún en abril de 1896, a los 67 años.